# Longitarsus anchusae
Longitarsus anchusae é uma espécie de insetos coleópteros polífagos pertencente à família Chrysomelidae.
A autoridade científica da espécie é Paykull, tendo sido descrita no ano de 1799.
Trata-se de uma espécie presente no território português.